# Табаре В'юдес
Табаре В'юдес (ісп. Tabaré Viudez, нар. 8 вересня 1989, Монтевідео) — уругвайський футболіст, нападник клубу «Рівер Плейт».

## Клубна кар'єра
Народився 8 вересня 1989 року в місті Монтевідео.
У дорослому футболі дебютував 2006 року виступами за «Дефенсор Спортінг», в якому провів два сезони, взявши участь у 35 матчах чемпіонату.
Своєю грою за цю команду привернув увагу представників тренерського штабу «Мілана», до складу якого приєднався 30 липня 2008 року. Відіграв за «россонері» наступний сезон своєї ігрової кар'єри, проте вийшов на поле лише одного разу і 29 серпня 2009 року розірвав контракт з італійським клубом за обопільною згодою.
Згодом В'юдес повернувся в «Дефенсор Спортінг» і наступний сезон провів у його складі, після чого приєднався до «Америки», з якої відразу був відданий в оренду у «Некаксу», а після її завершення — у «Насьйональ».
Протягом 2012—2015 років три сезони захищав кольори турецької «Касимпаші».
3 липня 2015 року перейшов до аргентинського «Рівер Плейта». Відтоді встиг відіграти за команду з Буенос-Айреса 16 матчів в національному чемпіонаті.

## Виступи за збірні
Протягом 2007–2009 років залучався до складу молодіжної збірної Уругваю, разом з якою брав участь у молодіжному чемпіонаті світу 2007 року, молодіжному чемпіонаті Південної Америки 2009 року та молодіжному чемпіонаті світу 2009 року. Всього на молодіжному рівні зіграв у 12 офіційних матчах, забив 2 голи.
В середині 2012 року Оскар Табарес, тренер національної збірної Уругваю, який очолив Олімпійську футбольну команду, включив Кампанію в заявку збірної на Олімпійських іграх 2012 року у Лондоні.

## Статистика виступів

### Статистика клубних виступів
| Сезон                         | Команда                       | Чемпіонат                     | Чемпіонат | Чемпіонат | Національний кубок | Національний кубок | Національний кубок | Континентальні кубки | Континентальні кубки | Континентальні кубки | Усього | Усього |
| Сезон                         | Команда                       | Ліга                          | Ігор      | Голів     | Ліга               | Ігор               | Голів              | Ліга                 | Ігор                 | Голів                | Ігор   | Голів  |
| ----------------------------- | ----------------------------- | ----------------------------- | --------- | --------- | ------------------ | ------------------ | ------------------ | -------------------- | -------------------- | -------------------- | ------ | ------ |
| 2006–07                       | «Дефенсор Спортінг»           | ПД                            | 10        | 0         | -                  | -                  | -                  | КЛ                   | 2                    | 0                    | 12     | 0      |
| 2007–08                       | «Дефенсор Спортінг»           | ПД                            | 25+2      | 3+0       | ЛУ                 | 5                  | 2                  | ПАК                  | 6                    | 0                    | 38     | 5      |
| 2008–09                       | «Мілан»                       | A                             | 1         | 0         | КІ                 | 0                  | 0                  | КУЄФА                | 0                    | 0                    | 1      | 0      |
| 2009–10                       | «Дефенсор Спортінг»           | ПД                            | 13        | 2         | -                  | -                  | -                  | -                    | -                    | -                    | 13     | 2      |
| Усього за «Дефенсор Спортінг» | Усього за «Дефенсор Спортінг» | Усього за «Дефенсор Спортінг» | 48+2      | 5+0       |                    | 5                  | 2                  |                      | 8                    | 0                    | 63     | 7      |
| 2010-11                       | «Некакса»                     | ПД                            | 11        | 0         | -                  | -                  | -                  | -                    | -                    | -                    | 11     | 0      |
| 2010-11                       | «Насьйональ»                  | ПД                            | 11+1      | 3+1       | -                  | -                  | -                  | КЛ                   | 6                    | 0                    | 18     | 4      |
| 2011–12                       | «Насьйональ»                  | ПД                            | 25+1      | 6+0       | -                  | -                  | -                  | ПАК+КЛ               | 2+5                  | 0+2                  | 33     | 8      |
| Усього за «Насьйональ»        | Усього за «Насьйональ»        | Усього за «Насьйональ»        | 36+2      | 9+1       |                    | -                  | -                  |                      | 13                   | 2                    | 51     | 12     |
| 2012–13                       | «Касимпаша»                   | СЛ                            | 23        | 5         | КТ                 | 3                  | 1                  | -                    | -                    | -                    | 26     | 6      |
| 2013–14                       | «Касимпаша»                   | СЛ                            | 26        | 5         | КТ                 | 1                  | 1                  | -                    | -                    | -                    | 27     | 6      |
| Усього за «Касимпашу»         | Усього за «Касимпашу»         | Усього за «Касимпашу»         | 49        | 10        |                    | 4                  | 2                  |                      | -                    | -                    | 53     | 12     |
| Усього за кар'єру             | Усього за кар'єру             | Усього за кар'єру             | 145+4     | 24+1      |                    | 9                  | 4                  |                      | 21                   | 2                    | 179    | 31     |

## Титули і досягнення
- Чемпіон Уругваю (3):

«Дефенсор Спортінг»: 2007–08
«Насьйональ»: 2010–11, 2011–12, 2016
- Володар Кубка банку Суруга (1):

«Рівер Плейт»: 2015
- Володар Кубка Лібертадорес (1):

«Рівер Плейт»: 2015
- Чемпіон Парагваю (2):

«Олімпія»: 2019А, 2019К
Збірні
- Бронзовий призер Панамериканських ігор: 2011